# アルツァフ共和国

アルツァフ共和国
（ナゴルノ・カラバフ共和国）
Արցախի Հանրապետություն
(Լեռնային Ղարաբաղի Հանրապետություն)
Республика Арцах
(Нагорно-Карабахская Республика)

国歌: Ազատ ու անկախ Արցախ（アルメニア語）
自由な独立アルツァフ

2020年紛争から2023年紛争までの領域
濃緑：実効支配地域
薄緑：旧ナゴルノ・カラバフ自治州（実効支配外）
白：ラチン回廊

実効支配していた地域は2023年ナゴルノ・カラバフ衝突の結果、アゼルバイジャンに復帰1. 
2. 

1991年から2020年までの領域（薄緑はアゼルバイジャンが実効支配）

アルツァフ共和国（アルツァフきょうわこく、アルメニア語: Արցախի Հանրապետություն）、別名ナゴルノ・カラバフ共和国（ナゴルノ・カラバフきょうわこく）は、南コーカサス地方のアルメニア人が多数派を占めるナゴルノ・カラバフ地方に建国された離脱国家であり、その領土は国際的にアゼルバイジャンの一部として認められている。首都はステパナケルト（アゼルバイジャン語名：ハンケンディ）。
アルツァフは1991年から2023年まで、旧ナゴルノ・カラバフ自治州の大部分と、アルメニアに面するアゼルバイジャン領の一部を実効支配しており、事実上の独立国家として機能していた。2023年9月にアゼルバイジャンの攻撃を受け降伏し、解散宣言（後に撤回）を行った。同年10月に政府機能がアルメニアのエレバンへ移転し、事実上の亡命政府となっている。

## 概要

アゼルバイジャン人（水色）とアルメニア人(黄緑色)の分布。アゼルバイジャン人は、ナゴルノ・カラバフの南にあるイラン北西部側にも居住していることがわかる。

アルメニア人が多く住むナゴルノ・カラバフ地域は、ロシア帝国崩壊後の1918年に両国が独立した際、アゼルバイジャン民主共和国とアルメニア第一共和国の双方が領有権を主張していた。1920年にこの地域をめぐって短期間の戦争が勃発。1923年、ソビエト連邦がこの地域の支配権を確立し、アゼルバイジャン・ソビエト社会主義共和国内にナゴルノ・カラバフ自治州（NKAO）を創設した後、紛争はほとんど棚上げされた。1980年代後半から1990年代初頭にかけてのソビエト連邦の崩壊過程で、この地域はアルメニアとアゼルバイジャンの紛争の火種として再び浮上した。1991年、ナゴルノ・カラバフ自治州と隣接するシャフミャン州で住民投票が実施され、「独立」が宣言された。アルツァフ共和国は、一院制の議会を持つ大統領制民主主義国家である。アルメニアと密接な関係にあり、事実上アルメニアの一部として機能していた。
アゼルバイジャンはこれを認めず、民族紛争は第一次ナゴルノ・カラバフ戦争へと発展した。その後も断続的に軍事衝突が続き、2020年の戦争でアゼルバイジャンが優勢を確立。アゼルバイジャンは2023年9月19日から20日にかけて「対テロ作戦」と称する全面攻撃を実施。アルツァフ共和国が同国軍の武装解除と停戦を受け入れ、サンベル・シャフラマニャン大統領は9月28日、2024年1月1日までに全ての国家機関を解散して存在を停止する大統領令を発出した。前後してシャフラマニャン大統領を含む総人口の8割以上のアルメニア人が脱出し、ナゴルノ・カラバフ地域における実効支配をほぼ喪失した。12月22日、シャフラマニャン大統領は9月28日の大統領令の撤回を宣言し、2024年以降も存続する見通しである。
国土は山岳地帯が多く、平均海抜は1,100メートル。2023年ナゴルノ・カラバフ衝突終結時点の人口は約12万人だったが、アゼルバイジャンが勝利したことにより、同年9月末までに10万人以上がアルメニアへ脱出した。かつての人口の99.7％がアルメニア人で、主にアルメニア語が話され、大半はキリスト教アルメニア使徒教会の信徒だった。歴史的な修道院がいくつかあり、観光客に人気がある。アルメニアとアルツァフ間の移動しかできないため、観光客の多くは民族離散したアルメニア人であった。
アルメニアへの唯一の陸路アクセスルートは、幅5kmのラチン回廊である。アゼルバイジャンがこの地域の封鎖を開始し、軍事検問所を設置するまで、この回廊は2020年ナゴルノ・カラバフ紛争停戦後から2022年にかけて、ロシア連邦が派遣した平和維持部隊の管理下にあった。

## 国名
国名の正式名称は「アルツァフ共和国」と「ナゴルノ・カラバフ共和国」の2種類が用意されている。各言語での公式表記は、
- アルメニア語: Արցախի Հանրապետություն / Լեռնային Ղարաբաղի Հանրապետություն[14]
- 英語: Republic of Artsakh / Nagorno-Karabakh Republic (NKR)[8]
- ロシア語: Республика Арцах / Нагорно-Карабахская Республика (НКР)[15]

とされている。アゼルバイジャン語の表記は、
- アゼルバイジャン語: Artsax Respublikası / Qondarma Dağlıq Qarabağ Respublikası
- アゼルバイジャン語: Артсах Республикасы / Гондарма Дағлыг Гарабағ Республикасы
- アゼルバイジャン語: آرتساخ جومهوریتی / قوندارما داغلیق قاراباغ جومهوریتی

となる。
2006年12月10日に採択された初代憲法では自称を「ナゴルノ・カラバフ共和国」、別称を「アルツァフ共和国」としていたが、2017年2月20日に採択された現行の憲法（2代目）では自称を「アルツァフ共和国」、別称を「ナゴルノ・カラバフ共和国」としている。これに伴い憲法名がナゴルノ・カラバフ共和国憲法からアルツァフ共和国憲法へ変更され、一般的に国名の変更が行われたと解釈されている。
「ナゴルノ・カラバフ」という日本語のカタカナ表記は「カラバフ高地」を意味するロシア語名称に由来する。「カラバフ」はテュルク語の「黒い」という語に由来し、この地が緑豊かであることを示す。「アルツァフ」はかつてナゴルノ・カラバフを治めていたアルメニア人国家（アルツァフ王国）の名であり、また「解放される」という動詞の派生でもあるため、民族独立を鼓舞する狙いとしても採用されている。

## 歴史

### 建国
ナゴルノ・カラバフ戦争が激化しつつあり、そしてアゼルバイジャンがソビエト連邦から独立を宣言した1991年8月30日の3日後である同年9月2日、アゼルバイジャン・ソビエト社会主義共和国領であったナゴルノ・カラバフ自治州および自治州の北部に隣接するシャウミャノフスク地区が合同する形で、「ナゴルノ・カラバフ共和国」の独立を宣言した。ナゴルノ・カラバフ共和国側は、この独立宣言をソビエト連邦憲法や世界人権宣言、国連憲章などに則ったものと主張している。これに対しアゼルバイジャン側は11月26日に自治州を廃止したが、12月10日に実施された住民投票では99.89パーセントの賛成多数で独立宣言が受け入れられた（ただし、共和国のアゼルバイジャン人住民は投票をボイコットしている）。
独立宣言後、続く戦争の中でアルメニア人側がさらに旧自治州外まで勢力を拡大したことにより、ナゴルノ・カラバフ共和国はアルメニアと地続きとなり、南をイランとも接するようになった。その半面、アルメニア人占領地域から追放されたアゼルバイジャン人は、アゼルバイジャン各地で国内避難民としてキャンプ暮らしを強いられた。

### 紛争の敗北と国家の縮小
2020年9月に勃発したアゼルバイジャンとの戦争では劣勢となり、南部を中心に支配地域を失った。11月に結ばれた停戦協定によって首都ステパナケルトとラチン回廊以外の多くの領土を失い、残った部分にもロシア軍が平和維持の名目で5年間駐留することとなった。しかし帰属については将来の指導者が判断するとして先送りされた。
2022年2月18日、アルツァフ共和国国民議会は2020年の紛争以前の領土および旧ナゴルノ・カラバフ自治州の領域の領有権を改めて主張し、2020年の紛争で失った地域とシャフミアン地区北部を「アゼルバイジャンの占領地」と認定した。
2023年5月22日、アルメニアのニコル・パシニャン首相が領域内のアルメニア系住民の安全確保を条件にナゴルノ・カラバフでの主権をアゼルバイジャンに認めることを示唆した。

### 国家解体宣言
2023年9月19日、アゼルバイジャンがナゴルノ・カラバフからのアルメニア共和国軍の撤退と軍事インフラの無力化を目的とした軍事行動を開始。20日、アルツァフ共和国大統領府は、ロシアが仲介した停戦を受け入れ、ナゴルノ・カラバフからのアルメニア軍の撤退、武装組織（ナゴルノ・カラバフ国防軍）の解散と完全武装解除で合意したとする声明を出した。9月28日、サンベル・シャフラマニャン大統領が2024年1月1日までに全ての国家機関を解散させる大統領令を署名・公表し、アルツァフ共和国は32年間の歴史に幕を下ろすことが確定したとされた。
アゼルバイジャン政府は、アルツァフ共和国の政府幹部経験者らを拘束や指名手配する一方で、一般住民は自国民として「再統合」する方針を示したが、アルメニア人はアルメニア本国に向けて大量に脱出し、アルメニアのパシニャン首相は9月28日に「今後数日以内にナゴルノカラバフにアルメニア人はいなくなるだろう」と述べ、アゼルバイジャンが「民族浄化」を行なっていると批判した。
10月4日までにシャフラマニャン大統領および10万632人のアルツァフ国民がアルメニアへ脱出し、アルツァフの政府機能はステパナケルトからエレバンにあるアルツァフ駐在員事務所へ移転した。ステパナケルトは10月3日時点で病人、高齢者、障害者などを含めた数百人しか残っておらず、ゴーストタウンのように閑散としている。他方、入れ替わるようにアゼルバイジャンは各地で支配を取り戻している。10月15日、イルハム・アリエフ大統領はステパナケルト、イヴァニャン（ホジャリ）、アスケラン、マルタケルト（アグダラ）などを訪問し、アゼルバイジャン国旗を掲げて「領土の奪還」と「アルツァフの消滅」を国内外へ誇示した。

### 国家解体の撤回
ところが2023年10月16日、サンベル・ババヤン元国防軍司令官は解散の法令を無効化し、新たな統治機構の創設を検討しているという報道がなされた。20日、シャフラマニャン大統領は大統領令によるアルツァフの解散を否定する声明を発表した。11月1日、シャフラマニャン大統領とアルツァフの国会議員、アルメニアの政治家は国家の維持について非公開の会合を行い、この詳細は明らかにされていないが、参加者の一人である右派アルメニア野党指導者のアラ・ゾフラビャンは「（発言者や方法を明かさずに）アルツァフは帰ってくる」と述べている。一方でアルツァフ政府がアルメニアの安全保障およびアゼルバイジャンとの和平交渉の障害になるとして、アルメニア当局にはアルツァフ再建に否定的な意見が多く、ニコル・パシニャン首相は「アルツァフの解体は問題解決へ向かうための必然的な出来事」だと述べたほか、バアグン・ハチャトゥリアン大統領は「アルツァフ亡命政府は不要である」と述べている。また与党市民契約のゲヴォルグ・パポヤン副党首はアルメニアがアルツァフに資金を提供することはないと強調したうえで、「アゼルバイジャンに侵略の口実を与えてはならない」と批判した。
12月22日、シャフラマニャン大統領はアルファフ政府機関の解散を規定した法的文書は存在しないと宣言し、9月28日付で自らが署名した国家解散の大統領令の白紙撤回を宣言した。また、2024年以降もアルツァフから強制退去させられた住民の問題について引き続き取り組む必要があると表明し、政治家や公務員は無給で引き続き職務にあたることも明らかにした。
2024年3月27日に発刊されたフィガロ誌のインタビューで、シャフラマニャン大統領はアルツァフ政府がエレバンで活動している事実を認めた。これに対して、アルメニアのニコル・パシニャン首相は3月28日の閣議で「アルメニアにはアルメニア共和国政府以外存在しない」とし、アルツァフ亡命政府を認めないと発表した。

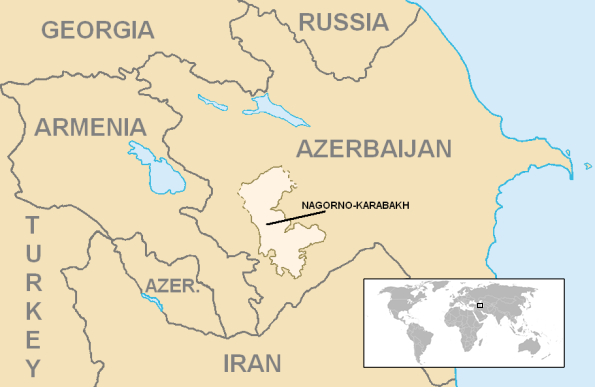
ナゴルノ・カラバフ自治州（1923年 - 1991年）の領域（クリーム色）
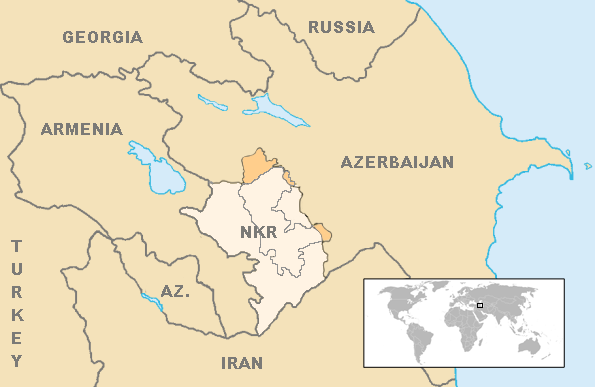
ナゴルノ・カラバフ戦争停戦（1994年）から2020年ナゴルノ・カラバフ紛争勃発まで維持されたアルツァフ共和国（NKR）の領域（クリーム色）。  オレンジ色着色部はアルツァフ共和国が領有権を主張していたアゼルバイジャン実効支配地域。
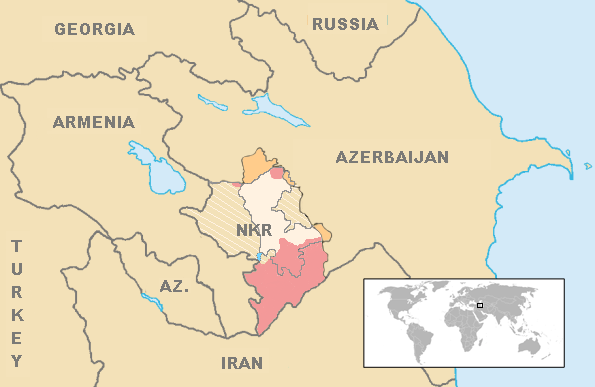
2020年ナゴルノ・カラバフ停戦協定発効後のNKRの領域（クリーム色）。  桃色着色部はアゼルバイジャンが停戦までに占領した地域、斜線部は停戦協定によってアゼルバイジャンへ返還された地域。

## 政治
アルツァフ共和国は、その憲法において自身を民主主義と法の支配に基づく主権国家と規定している。国民主権 と基本的人権の尊重 を謳い、政体は多元主義と多党制 に基づく大統領制を採用している。2020年9月時点の大統領はアライク・ハルチュニャン であったが、2023年9月1日に辞任を表明し、後継にシャフラマニャンが国民議会により指名されていた。
大統領と国民議会の議員の任期はともに5年間で、大統領の3選は禁じられている。また、大統領選挙は議会総選挙と同時に行われる。議会は比例代表制による定員27名以上33名以下で、年に2回招集される。大統領選挙・国民議会選挙・国民投票および地方選挙 への投票権は満18歳以上の国民に対して与えられている。大統領選挙の被選挙権は、過去10年間にわたって他国の国籍を有せず、過去10年間にわたって国内に定住する満35歳以上の国民に対して与えられ、国民議会議員の被選挙権は、過去5年間に渡って他国の国籍を有せず、過去5年間に渡って国内に定住する満25歳以上の国民に対して与えられている。地方選挙の被選挙権は満25歳以上の国民に対して与えられ、地方選挙では外国人参政権も場合によって認められている。
かつては首相職が設置されており、議会の承認に基いて大統領が指名・任命していたが、2017年の憲法改正で廃止された。それ以降は国家大臣職が置かれ、閣僚の中でも筆頭に並べられている。
公用語はアルメニア語とロシア語であり、首都はステパナケルトである。アルメニア教会は自国の文化的発展やアイデンティティにおいて重要な存在と認識されてはいるが、政治には関与しないものとされている。一方、アルメニア語とアルメニア人の文化遺産は国によって保護される地位にある。市民権は、両親のいずれかが市民権を持つ者に対して与えられている。また、国内に居住する民族アルメニア人に対しては市民権の請求権が認められており、彼らに対しては市民権の請求手続きも簡素化が認められている。
司法は三審制をとり、死刑制度は存在しない。
ナゴルノ・カラバフ国防軍は、ナゴルノ・カラバフ戦争中の1992年4月に発足した自衛委員会を前身として、1995年に設立された。国防軍は2023年の衝突の停戦合意で武装解除・解散した。

## 外交・国交
アルファツ共和国に「国家の承認」を行なっていたのは、ロシア連邦が近隣諸国の領土内で「独立」させた地域のみであった（ジョージア北部のアブハジア共和国と南オセチア共和国、モルドバ東部の沿ドニエストル共和国）。この3か国は、どれも多くの国からは未承認国家であり、民主主義と民族の権利のための共同体を結成している。
- アブハジア共和国（相互承認）
- 南オセチア共和国（相互承認）
- 沿ドニエストル共和国（相互承認）

また、アルツァフ外務省によるとアルメニア、ロシア、アメリカ合衆国、カナダ（アメリカ事務所が兼任）、フランス、オーストラリア、中東（住所非公開）に事務所を開設し、常任代表を派遣している。なおアメリカ合衆国事務所はアルメニア大使館を間借りしている。

### アルメニア
アルメニアは軍隊を駐留させていたが、正式には独立を承認していなかった。2020年戦争以前のアルツァフ共和国はアルメニア、アゼルバイジャン、イランの3か国と国境を接するが、アゼルバイジャンとイランとの国境は封鎖されているため、通常はアルメニア側国境からのみ入国が可能となっている。2020年の紛争以降はラチン回廊が唯一の接続路として残されており、2022年12月にラチン回廊がアゼルバイジャン人によって封鎖されるとアルツァフは食料、水、燃料不足が深刻化した。
2018年に同国の首相となったニコル・パシニャンは当初ナゴルノ・カラバフ問題について強固な姿勢で、2019年8月にはアルメニアとアルツァフの統一を訴えていた。だが2020年の紛争でアゼルバイジャンに敗北して以降、平和的解決を模索するようになった。ナゴルノ・カラバフの都市をアゼルバイジャン語で呼ぶようになり、2023年5月にはアルメニア系住民の安全確保を条件にナゴルノ・カラバフにおけるアゼルバイジャンの主権領有を認める意欲を示した。背景にはトルコから支援を受けるアゼルバイジャンの軍事的脅威や、同盟国ロシアの対応への不満が挙げられる。
2023年9月のアゼルバイジャンの軍事作戦では、アルメニアは戦闘への関与を否定した。またパシニャンがシャフラマニャン大統領に対して、アルツァフ解散の大統領令に署名するよう働きかけていたと報じられている。
アルツァフ政府がエレバンに移転した後、アルツァフ政府や政治家が国家機能の維持を主張するのに対し、アルメニア政府はアゼルバイジャンによる攻撃の口実にされかねないとして亡命政権の樹立に否定的であり、資金提供はしないと表明している。2024年3月に発表されたインタビューでシャフラマニャン大統領がアルツァフ政府がエレバンで活動していると述べた際は、パシニャン首相はアルツァフ政府の存在を否定し、法的措置をちらつかせ圧力をかけた。

### アゼルバイジャン
アゼルバイジャン検察は2023年10月1日、アルツァフ共和国元幹部（アライク・ハルチュニャンなど）ら300人以上を、犯罪に関与した疑いで国際手配したことを明らかにした。
アゼルバイジャン政府はアルツァフ共和国の正統性を認めていないため、アルツァフ共和国への「入国」履歴がある者は、「アゼルバイジャン領土に不法入国した」として以降アゼルバイジャンへの入国を拒否される場合があった。

### 承認している地方自治体・団体
主権国家ではないが、州・都市や政党レベルでアルツァフ共和国の独立を認めていることがある。

#### アメリカ合衆国

アメリカの州ごとの認識を表した地図
独立を承認
独立を承認しない法律を否決
独立を承認する法律を否決
独立を承認しない法律を可決

アメリカ合衆国連邦政府は独立を認めていない。
- 独立を承認
  -  ロードアイランド州 （2012年5月）[88]
  -  マサチューセッツ州 （2012年8月）[89]
  -  メイン州 （2013年4月）[90]
  -  ルイジアナ州 （2013年5月）[91][92]
  -  カリフォルニア州 （2014年5月）[93]
    -  フレズノ郡（2013年4月）[94][95]
    - ハイランド（2013年11月）[94][96]
    -  ロサンゼルス（2014年1月）[97]

  -  ジョージア州 （2016年3月）[98]
  -  ハワイ州 (2016年3月)[99]
  -  ミシガン州 （2017年9月）[100]
  -  コロラド州 （2019年4月）[101]
- 独立を承認する法律を否決した州
  -  バーモント州 （2014年4月）[102]
- アルツァフをアゼルバイジャン領とする（独立を承認しない）法律を可決した州
  -  アリゾナ州 （2014年1月）[103]
  -  ニューメキシコ州 （2014年2月）[104]
- アルツァフをアゼルバイジャン領とする（独立を承認しない）法律を否決した州
  -  サウスダコタ州 （2014年2月）[105]
  -  ワイオミング州 （2014年2月）[105]
  -  テネシー州 （2014年3月）[105]
  -  ミシシッピ州 （2014年4月）[106]
  -  ケンタッキー州 （2016年3月）[107]

#### オーストラリア
オーストラリア連邦政府は独立を認めていない。
- ニューサウスウェールズ州（2012年10月）[109]
- オーストラリア緑の党（2017年12月）[110]

#### スペイン
スペイン中央政府は独立を認めていない。
- バスク州 - 2014年9月、州議会がアルツァフの自決を支持する動議を可決[111]。

## 地方行政区分

2020年から2023年の武力衝突までの行政区画の地図。縞模様は現在アゼルバイジャンの実効支配下にある、ソ連時代にアルメニア人が多数派を占めた旧ナゴルノ・カラバフ自治州とシャフミアン地区。

1994年〜2020年の領域。番号は上図と同じ。
横縞は最初から支配範囲外のアルメニア人が多数派を占めた地域。
縦縞は旧自治州外だが同国が占領したアゼルバイジャン人が多数派を占めた地域、2020年以降に全て失った。

2020年ナゴルノ・カラバフ紛争までの行政区画は、首都であるステパナケルトに加え、以下の7地区に分けられ、さらに下位には10町と322村が存在する。しかし、2020年ナゴルノ・カラバフ停戦協定によりシャフミアン地区、ハドルト地区、カシャタグ地区のほとんどがアゼルバイジャンの支配下となり、他の地区の各一部もアゼルバイジャン領となった。その後、2023年ナゴルノ・カラバフ衝突においてアゼルバイジャン軍が軍事行動を再開した結果、アルツァフ共和国の行政機関は解体されるとともに、全ての領域がアゼルバイジャンへと返還されることとなった。
| 地図上 | 名称             | 人口 （2020年1月） | 面積 (km2) | 主都         | 2020年紛争後から2023年紛争までの状態                     | 2023年紛争後の状態 |
| ------ | ---------------- | ------------------ | ---------- | ------------ | -------------------------------------------------------- | ------------------ |
| 1      | マルタケルト地区 | 19,800             | 1,795.07   | マルタケルト | 一部を返還                                               | アゼルバイジャン領 |
| 2      | アスケラン地区   | 17,000             | 1,191.41   | アスケラン   | 一部を返還                                               | アゼルバイジャン領 |
| 3      | ステパナケルト   | 58,300             | 29.12      |              | 変化なし                                                 | アゼルバイジャン領 |
| 4      | マルトゥニ地区   | 21,300             | 951.16     | マルトゥニ   | 一部を返還                                               | アゼルバイジャン領 |
| 5      | シュシー地区     | 54,000             | 382.73     | シュシー     | 県都シュシーを含む一部を返還                             | アゼルバイジャン領 |
| 6      | ハドルト地区     | 12,000             | 1,876.76   | ハドルト     | 全域を返還                                               | アゼルバイジャン領 |
| 7      | シャフミアン地区 | 3,300              | 1,829.89   | カルバチャル | 全域を返還、ただ1994年成立当時から東半分は実効支配範囲外 | アゼルバイジャン領 |
| 8      | カシャタグ地区   | 11,700             | 3,376.57   | ベルゾル     | ラチン回廊を除く全域を返還、回廊はロシアの管理下         | アゼルバイジャン領 |

## 地理
アルツァフ共和国の主張する自国領は、1万1430平方キロメートルとなっている（政府は、このうち100平方キロメートルはアゼルバイジャン軍の「占領下」にあるとしている）。国土は一般に急峻な山岳地帯で、西部から東部に向かって低くなってゆく。国内最高峰のムロヴ山は3723メートルで、国土全域の平均標高は1097メートルである。
気候は穏やかな亜寒帯性で、年間平均気温は摂氏11度。月別最高平均気温は7-8月の摂氏21-22度であり、最低気温は1-2月の摂氏マイナス1-0度である。

## 経済
通貨はアルメニア・ドラムを使用している（名目上はアルツァフ・ドラムも存在するが、アルメニア・ドラムと等価な上実際にはほとんど用いられていない）。2015年上半期の国内総生産は835億ドラムであり、人口当たりで55万8600ドラム（1171.40ドル）となっている。2013年の産業別労働人口は、農業が27.1パーセント、教育・文化・芸術分野が17.7パーセント、マネジメント・防衛分野が15.6パーセント、工業が10.1パーセント、通商分野が8.1パーセントとなっている。同じく2013年の労働人口は6万5000人で、失業人口は2600人となっている。
2014年の時点で、国土の51.9パーセントは農地として利用されており、その63.5パーセントが牧草地となっている。40.5パーセントを占める森林も林業資源として利用されている。農業は、なかでも葡萄の生産が盛んで、2500エーカーの葡萄畑から年に3250トンが産出されている。
2013年の工業生産の内訳は、手工業が43.2パーセント、31.1パーセントがインフラ事業、25.7パーセントが鉱業となっており、さらに手工業の内訳では食品・飲料品産業が69.4パーセントにのぼる。その他に重要な工業として、木工、エレクトロニクス、宝石加工がある。また、工業生産の48.4パーセントが首都のステパナケルトに集中しており、次いでマルタケルト地区が28.4パーセントを製造している。サルサング貯水池の水力発電所は国内最大の電力源であり、年に9-10億キロワットの発電を行っている。

## 国民
2013年末の統計で人口は14万8100人であり、その95パーセントをアルメニア人が占める。同様に、人口の95パーセントはアルメニア教会の信徒である。2005年の調査では、総人口13万7737人のうちアルメニア人13万7380人、ロシア人171人、ギリシャ人22人、ウクライナ人21人、グルジア人12人、アゼルバイジャン人6人、その他125人となっている。
1991年時点の人口は14万3300人であったが、人口流出により1995年には12万2600人にまで落ち込んだ。その後は増加に転じ、2010年時点で14万3600人まで回復した。2020年1月には14万8800人を記録するも、同年9月の紛争の影響もあり人口は減少し、2021年時点で約12万人と推定されていた。2023年の紛争後に10万人以上がアルメニアへ脱出し、ナゴルノ・カラバフの人口は「ほぼゼロ」となった。なお自治州時代の最後の国勢調査となった1989年ソ連国勢調査の人口は189,085人で、独立宣言後に同水準まで回復することは無かった。
2013年の出生率は1.6パーセント、死亡率は0.91パーセントであり、人口成長は0.69パーセントのプラスである。平均寿命は男性が71.0歳、女性が76.0歳で、両性合わせて73.5歳である。2013年に報告された犯罪件数は446件であるが、そのうち80件は薬物事犯であった。

## 文化

### 教育
義務教育は6歳から18歳までと定められており、2005年の時点で国内には約400校の義務教育機関が存在する。大学校は9校存在し、アルツァフ大学はそのうちで唯一の国立大学である。その他にも、アルメニアの私立大学からの分校がいくつか設置されている。また、国民の大多数はロシア語を流暢に話すことができる。
教育機関の拡充には、アルメニア人ディアスポラの慈善家や、アメリカ・アルメニア福音教会、アルメニア救済協会などの援助が役立ったという。

### 祝祭日
アルツァフ共和国では以下の9日間に加えて、新年とクリスマスが祝われる12月31日から1月6日にわたり、国民の休日が設けられている。
| 日付     | 日本語表記                                         | 現地語表記                                                                                   |
| -------- | -------------------------------------------------- | -------------------------------------------------------------------------------------------- |
| 1月7日   | 死者の日                                           | Մեռելոց հիշատակի օր                                                                          |
| 3月8日   | 国際女性デー                                       | Կանանց միջազգային օր                                                                         |
| 4月7日   | 母性と美の日 (en)                                  | Մայրության եւ գեղեցկության տոն                                                               |
| 4月24日  | アルメニア人虐殺追悼の日                           | Ցեղասպանության զոհերի հիշատակի օր                                                            |
| 5月1日   | メーデー                                           | Աշխատավորների համերաշխության միջազգային օր                                                   |
| 5月9日   | 戦勝、ナゴルノ・カラバフ国防軍とシュシー解放記念日 | Հաղթանակի տոն, Լեռնային Ղարաբաղի Հանրապետության պաշտպանության բանակի եւ Շուշիի ազատագրման օր |
| 5月28日  | アルメニア第一共和国の日                           | Հայաստանի Առաջին Հանրապետության օր                                                           |
| 9月2日   | ナゴルノ・カラバフ共和国の日                       | Լեռնային Ղարաբաղի Հանրապետության օր                                                          |
| 12月10日 | 独立に関する国民投票と憲法の日                     | Լեռնային Ղարաբաղի Հանրապետության պետական անկախության մասին հանրաքվեի և Սահմանադրության օր    |

## スポーツ

### サッカー
アルツァフ共和国ではサッカーが最も人気のスポーツとなっており、2018年にサッカーリーグのアルツァフ・サッカーリーグが創設されている。初年度にはFCレルナイン・アルツァフがリーグ優勝を飾っている。アルツァフサッカー連盟によってサッカーアルツァフ共和国代表が組織されているが、FIFAおよびUEFAには加盟していない。2012年9月25日にアブハジア代表と初の国際試合を首都スフミで行い、試合は1-1で引き分けとなった。